# Glypta carlsoni
Glypta carlsoni är en stekelart som beskrevs av Dasch 1988. Glypta carlsoni ingår i släktet Glypta och familjen brokparasitsteklar. Inga underarter finns listade i Catalogue of Life.